# Ryōtei

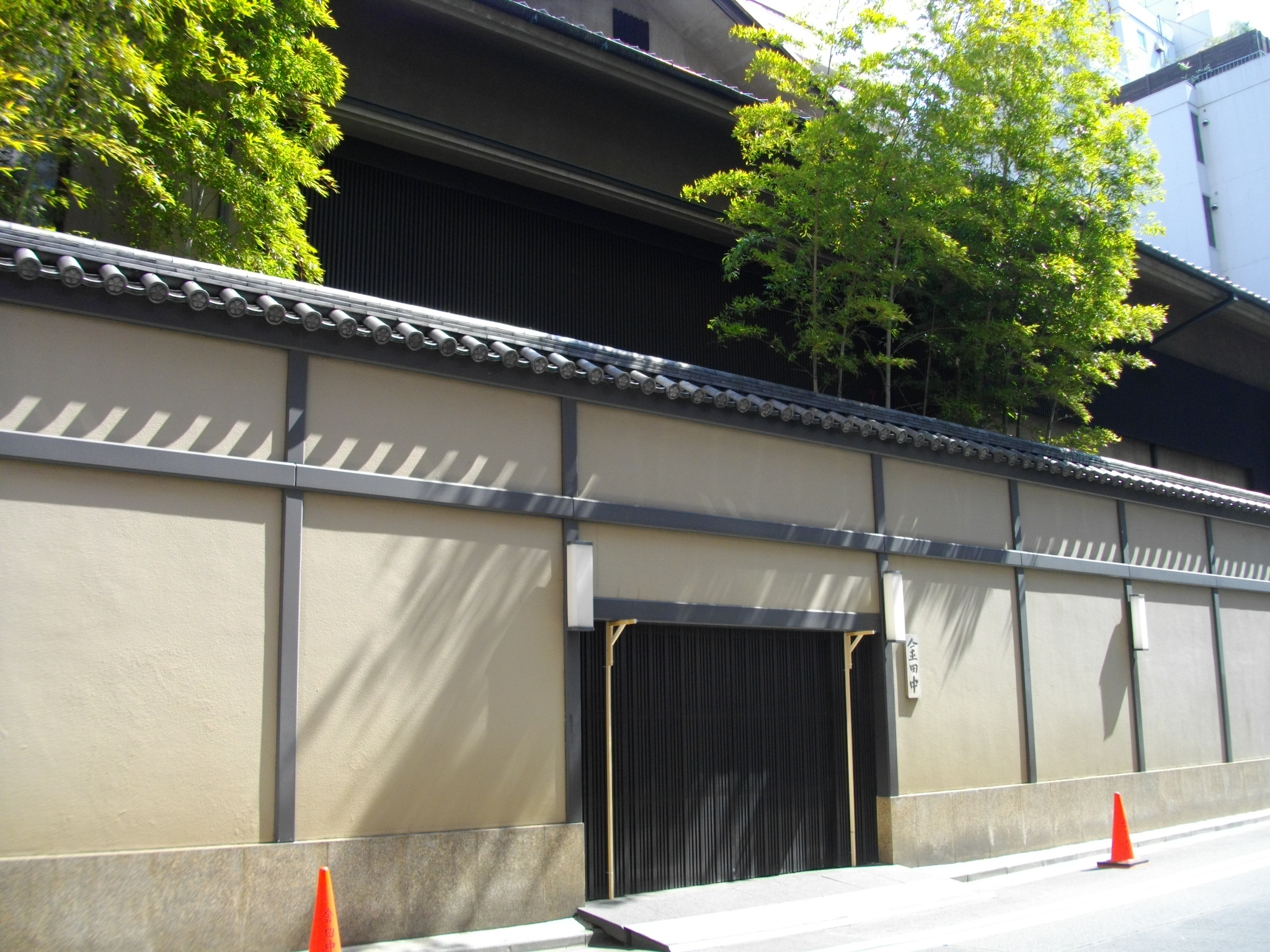
Entrada del Kanetanaka, un famós ryōtei (日本語: 金田中本店（料亭）), situat a Tòquio.

Un ryōtei (料亭) és un tipus de restaurant japonès de luxe. El seu funcionament difereix d'un restaurant d'alta cuina occidental, es posa un accent particular en la selecció de la clientela i la discreció del seu accés, de la seva façana i del seu personal. La clientela és generalment cooptada per habituats, permetent així a homes de negocis o polítics de trobar-se discretament per a reunions informals eventualment al voltant d'un menjar en un ambient potencialment discret i apagat.
Aquests llocs eren coneguts abans per ser un lloc on se celebraven banquets nomenats zashiki i on les geishes tenien el paper de divertir els seus clients, ballant i interpretant danses tradicionals, o simplement conversant i jugant a diversos jocs de societat ; els diners gastats aquelles tardes excedia els 100.000 iens. Avui en dia, aquestes pràctiques han caigut a poc a poc en desús: tant els encarregats com les geishes s'han obert a una clientela menys distingida, de vegades estrangers.
Històricament, el terme ha designat també establiments on les dones oferien diversos serveis sexuals als clients

## Història

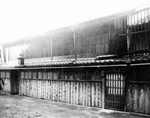
El ryōtei Kaigaro l'any 1875.

Entre les reunions més cèlebres que han tingut a ryōtei, es pot citar la Conferència de Osaka de 1873 que es va desenvolupar al ryōtei Kaigaro, encara en activitat els nostres dies.